# Championnat du monde d'échecs de parties rapides et blitz 2016
Le Championnat du monde d'échecs de parties rapides et blitz 2016 est une compétition d'échecs qui a eu lieu du 25 au 31 décembre 2016 à Doha au Qatar.

## Dans la compétition masculine
L'Ukrainien Vassili Ivantchouk, 47 ans,  remporte la victoire au départage dans le championnat du monde d'échecs de parties rapides avec une marque de 11 points sur 15 à égalité de points avec Aleksandr Grichtchouk (deuxième) et Magnus Carlsen (troisième).
Le Russe Sergueï Kariakine, 26 ans,  remporte le championnat du monde de blitz avec une marque de 16,5 sur 21 à égalité de points avec Magnus Carlsen mais ayant battu ce dernier lors de la cinquième ronde.
Dans la partie les opposant dans la cinquième ronde, Carlsen commet l'erreur et joue pion en e3, Kariakine répliquant cavalier en a5 et par cette fourchette obligeant ainsi Carlsen à faire l'échange défavorable de sa reine contre une tour adverse (Dxc4). 
|   | a | b | c | d | e | f | g | h |   |
| 8 | Tour noire sur case noire f8 · Roi noir sur case blanche g8 · Tour blanche sur case blanche b7 · Pion noir sur case blanche f7 · Pion noir sur case noire g7 · Pion noir sur case blanche h7 · Cavalier noir sur case blanche c6 · Cavalier blanc sur case blanche b5 · Dame noire sur case noire c5 · Pion noir sur case noire e5 · Cavalier noir sur case noire b4 · Tour noire sur case blanche c4 · Dame blanche sur case blanche b3 · Pion blanc sur case noire g3 · Pion blanc sur case blanche e2 · Pion blanc sur case noire f2 · Fou blanc sur case blanche g2 · Pion blanc sur case noire h2 · Tour blanche sur case blanche f1 · Roi blanc sur case noire g1 | Tour noire sur case noire f8 · Roi noir sur case blanche g8 · Tour blanche sur case blanche b7 · Pion noir sur case blanche f7 · Pion noir sur case noire g7 · Pion noir sur case blanche h7 · Cavalier noir sur case blanche c6 · Cavalier blanc sur case blanche b5 · Dame noire sur case noire c5 · Pion noir sur case noire e5 · Cavalier noir sur case noire b4 · Tour noire sur case blanche c4 · Dame blanche sur case blanche b3 · Pion blanc sur case noire g3 · Pion blanc sur case blanche e2 · Pion blanc sur case noire f2 · Fou blanc sur case blanche g2 · Pion blanc sur case noire h2 · Tour blanche sur case blanche f1 · Roi blanc sur case noire g1 | Tour noire sur case noire f8 · Roi noir sur case blanche g8 · Tour blanche sur case blanche b7 · Pion noir sur case blanche f7 · Pion noir sur case noire g7 · Pion noir sur case blanche h7 · Cavalier noir sur case blanche c6 · Cavalier blanc sur case blanche b5 · Dame noire sur case noire c5 · Pion noir sur case noire e5 · Cavalier noir sur case noire b4 · Tour noire sur case blanche c4 · Dame blanche sur case blanche b3 · Pion blanc sur case noire g3 · Pion blanc sur case blanche e2 · Pion blanc sur case noire f2 · Fou blanc sur case blanche g2 · Pion blanc sur case noire h2 · Tour blanche sur case blanche f1 · Roi blanc sur case noire g1 | Tour noire sur case noire f8 · Roi noir sur case blanche g8 · Tour blanche sur case blanche b7 · Pion noir sur case blanche f7 · Pion noir sur case noire g7 · Pion noir sur case blanche h7 · Cavalier noir sur case blanche c6 · Cavalier blanc sur case blanche b5 · Dame noire sur case noire c5 · Pion noir sur case noire e5 · Cavalier noir sur case noire b4 · Tour noire sur case blanche c4 · Dame blanche sur case blanche b3 · Pion blanc sur case noire g3 · Pion blanc sur case blanche e2 · Pion blanc sur case noire f2 · Fou blanc sur case blanche g2 · Pion blanc sur case noire h2 · Tour blanche sur case blanche f1 · Roi blanc sur case noire g1 | Tour noire sur case noire f8 · Roi noir sur case blanche g8 · Tour blanche sur case blanche b7 · Pion noir sur case blanche f7 · Pion noir sur case noire g7 · Pion noir sur case blanche h7 · Cavalier noir sur case blanche c6 · Cavalier blanc sur case blanche b5 · Dame noire sur case noire c5 · Pion noir sur case noire e5 · Cavalier noir sur case noire b4 · Tour noire sur case blanche c4 · Dame blanche sur case blanche b3 · Pion blanc sur case noire g3 · Pion blanc sur case blanche e2 · Pion blanc sur case noire f2 · Fou blanc sur case blanche g2 · Pion blanc sur case noire h2 · Tour blanche sur case blanche f1 · Roi blanc sur case noire g1 | Tour noire sur case noire f8 · Roi noir sur case blanche g8 · Tour blanche sur case blanche b7 · Pion noir sur case blanche f7 · Pion noir sur case noire g7 · Pion noir sur case blanche h7 · Cavalier noir sur case blanche c6 · Cavalier blanc sur case blanche b5 · Dame noire sur case noire c5 · Pion noir sur case noire e5 · Cavalier noir sur case noire b4 · Tour noire sur case blanche c4 · Dame blanche sur case blanche b3 · Pion blanc sur case noire g3 · Pion blanc sur case blanche e2 · Pion blanc sur case noire f2 · Fou blanc sur case blanche g2 · Pion blanc sur case noire h2 · Tour blanche sur case blanche f1 · Roi blanc sur case noire g1 | Tour noire sur case noire f8 · Roi noir sur case blanche g8 · Tour blanche sur case blanche b7 · Pion noir sur case blanche f7 · Pion noir sur case noire g7 · Pion noir sur case blanche h7 · Cavalier noir sur case blanche c6 · Cavalier blanc sur case blanche b5 · Dame noire sur case noire c5 · Pion noir sur case noire e5 · Cavalier noir sur case noire b4 · Tour noire sur case blanche c4 · Dame blanche sur case blanche b3 · Pion blanc sur case noire g3 · Pion blanc sur case blanche e2 · Pion blanc sur case noire f2 · Fou blanc sur case blanche g2 · Pion blanc sur case noire h2 · Tour blanche sur case blanche f1 · Roi blanc sur case noire g1 | Tour noire sur case noire f8 · Roi noir sur case blanche g8 · Tour blanche sur case blanche b7 · Pion noir sur case blanche f7 · Pion noir sur case noire g7 · Pion noir sur case blanche h7 · Cavalier noir sur case blanche c6 · Cavalier blanc sur case blanche b5 · Dame noire sur case noire c5 · Pion noir sur case noire e5 · Cavalier noir sur case noire b4 · Tour noire sur case blanche c4 · Dame blanche sur case blanche b3 · Pion blanc sur case noire g3 · Pion blanc sur case blanche e2 · Pion blanc sur case noire f2 · Fou blanc sur case blanche g2 · Pion blanc sur case noire h2 · Tour blanche sur case blanche f1 · Roi blanc sur case noire g1 | 8 |
| 7 | Tour noire sur case noire f8 · Roi noir sur case blanche g8 · Tour blanche sur case blanche b7 · Pion noir sur case blanche f7 · Pion noir sur case noire g7 · Pion noir sur case blanche h7 · Cavalier noir sur case blanche c6 · Cavalier blanc sur case blanche b5 · Dame noire sur case noire c5 · Pion noir sur case noire e5 · Cavalier noir sur case noire b4 · Tour noire sur case blanche c4 · Dame blanche sur case blanche b3 · Pion blanc sur case noire g3 · Pion blanc sur case blanche e2 · Pion blanc sur case noire f2 · Fou blanc sur case blanche g2 · Pion blanc sur case noire h2 · Tour blanche sur case blanche f1 · Roi blanc sur case noire g1 | Tour noire sur case noire f8 · Roi noir sur case blanche g8 · Tour blanche sur case blanche b7 · Pion noir sur case blanche f7 · Pion noir sur case noire g7 · Pion noir sur case blanche h7 · Cavalier noir sur case blanche c6 · Cavalier blanc sur case blanche b5 · Dame noire sur case noire c5 · Pion noir sur case noire e5 · Cavalier noir sur case noire b4 · Tour noire sur case blanche c4 · Dame blanche sur case blanche b3 · Pion blanc sur case noire g3 · Pion blanc sur case blanche e2 · Pion blanc sur case noire f2 · Fou blanc sur case blanche g2 · Pion blanc sur case noire h2 · Tour blanche sur case blanche f1 · Roi blanc sur case noire g1 | Tour noire sur case noire f8 · Roi noir sur case blanche g8 · Tour blanche sur case blanche b7 · Pion noir sur case blanche f7 · Pion noir sur case noire g7 · Pion noir sur case blanche h7 · Cavalier noir sur case blanche c6 · Cavalier blanc sur case blanche b5 · Dame noire sur case noire c5 · Pion noir sur case noire e5 · Cavalier noir sur case noire b4 · Tour noire sur case blanche c4 · Dame blanche sur case blanche b3 · Pion blanc sur case noire g3 · Pion blanc sur case blanche e2 · Pion blanc sur case noire f2 · Fou blanc sur case blanche g2 · Pion blanc sur case noire h2 · Tour blanche sur case blanche f1 · Roi blanc sur case noire g1 | Tour noire sur case noire f8 · Roi noir sur case blanche g8 · Tour blanche sur case blanche b7 · Pion noir sur case blanche f7 · Pion noir sur case noire g7 · Pion noir sur case blanche h7 · Cavalier noir sur case blanche c6 · Cavalier blanc sur case blanche b5 · Dame noire sur case noire c5 · Pion noir sur case noire e5 · Cavalier noir sur case noire b4 · Tour noire sur case blanche c4 · Dame blanche sur case blanche b3 · Pion blanc sur case noire g3 · Pion blanc sur case blanche e2 · Pion blanc sur case noire f2 · Fou blanc sur case blanche g2 · Pion blanc sur case noire h2 · Tour blanche sur case blanche f1 · Roi blanc sur case noire g1 | Tour noire sur case noire f8 · Roi noir sur case blanche g8 · Tour blanche sur case blanche b7 · Pion noir sur case blanche f7 · Pion noir sur case noire g7 · Pion noir sur case blanche h7 · Cavalier noir sur case blanche c6 · Cavalier blanc sur case blanche b5 · Dame noire sur case noire c5 · Pion noir sur case noire e5 · Cavalier noir sur case noire b4 · Tour noire sur case blanche c4 · Dame blanche sur case blanche b3 · Pion blanc sur case noire g3 · Pion blanc sur case blanche e2 · Pion blanc sur case noire f2 · Fou blanc sur case blanche g2 · Pion blanc sur case noire h2 · Tour blanche sur case blanche f1 · Roi blanc sur case noire g1 | Tour noire sur case noire f8 · Roi noir sur case blanche g8 · Tour blanche sur case blanche b7 · Pion noir sur case blanche f7 · Pion noir sur case noire g7 · Pion noir sur case blanche h7 · Cavalier noir sur case blanche c6 · Cavalier blanc sur case blanche b5 · Dame noire sur case noire c5 · Pion noir sur case noire e5 · Cavalier noir sur case noire b4 · Tour noire sur case blanche c4 · Dame blanche sur case blanche b3 · Pion blanc sur case noire g3 · Pion blanc sur case blanche e2 · Pion blanc sur case noire f2 · Fou blanc sur case blanche g2 · Pion blanc sur case noire h2 · Tour blanche sur case blanche f1 · Roi blanc sur case noire g1 | Tour noire sur case noire f8 · Roi noir sur case blanche g8 · Tour blanche sur case blanche b7 · Pion noir sur case blanche f7 · Pion noir sur case noire g7 · Pion noir sur case blanche h7 · Cavalier noir sur case blanche c6 · Cavalier blanc sur case blanche b5 · Dame noire sur case noire c5 · Pion noir sur case noire e5 · Cavalier noir sur case noire b4 · Tour noire sur case blanche c4 · Dame blanche sur case blanche b3 · Pion blanc sur case noire g3 · Pion blanc sur case blanche e2 · Pion blanc sur case noire f2 · Fou blanc sur case blanche g2 · Pion blanc sur case noire h2 · Tour blanche sur case blanche f1 · Roi blanc sur case noire g1 | Tour noire sur case noire f8 · Roi noir sur case blanche g8 · Tour blanche sur case blanche b7 · Pion noir sur case blanche f7 · Pion noir sur case noire g7 · Pion noir sur case blanche h7 · Cavalier noir sur case blanche c6 · Cavalier blanc sur case blanche b5 · Dame noire sur case noire c5 · Pion noir sur case noire e5 · Cavalier noir sur case noire b4 · Tour noire sur case blanche c4 · Dame blanche sur case blanche b3 · Pion blanc sur case noire g3 · Pion blanc sur case blanche e2 · Pion blanc sur case noire f2 · Fou blanc sur case blanche g2 · Pion blanc sur case noire h2 · Tour blanche sur case blanche f1 · Roi blanc sur case noire g1 | 7 |
| 6 | Tour noire sur case noire f8 · Roi noir sur case blanche g8 · Tour blanche sur case blanche b7 · Pion noir sur case blanche f7 · Pion noir sur case noire g7 · Pion noir sur case blanche h7 · Cavalier noir sur case blanche c6 · Cavalier blanc sur case blanche b5 · Dame noire sur case noire c5 · Pion noir sur case noire e5 · Cavalier noir sur case noire b4 · Tour noire sur case blanche c4 · Dame blanche sur case blanche b3 · Pion blanc sur case noire g3 · Pion blanc sur case blanche e2 · Pion blanc sur case noire f2 · Fou blanc sur case blanche g2 · Pion blanc sur case noire h2 · Tour blanche sur case blanche f1 · Roi blanc sur case noire g1 | Tour noire sur case noire f8 · Roi noir sur case blanche g8 · Tour blanche sur case blanche b7 · Pion noir sur case blanche f7 · Pion noir sur case noire g7 · Pion noir sur case blanche h7 · Cavalier noir sur case blanche c6 · Cavalier blanc sur case blanche b5 · Dame noire sur case noire c5 · Pion noir sur case noire e5 · Cavalier noir sur case noire b4 · Tour noire sur case blanche c4 · Dame blanche sur case blanche b3 · Pion blanc sur case noire g3 · Pion blanc sur case blanche e2 · Pion blanc sur case noire f2 · Fou blanc sur case blanche g2 · Pion blanc sur case noire h2 · Tour blanche sur case blanche f1 · Roi blanc sur case noire g1 | Tour noire sur case noire f8 · Roi noir sur case blanche g8 · Tour blanche sur case blanche b7 · Pion noir sur case blanche f7 · Pion noir sur case noire g7 · Pion noir sur case blanche h7 · Cavalier noir sur case blanche c6 · Cavalier blanc sur case blanche b5 · Dame noire sur case noire c5 · Pion noir sur case noire e5 · Cavalier noir sur case noire b4 · Tour noire sur case blanche c4 · Dame blanche sur case blanche b3 · Pion blanc sur case noire g3 · Pion blanc sur case blanche e2 · Pion blanc sur case noire f2 · Fou blanc sur case blanche g2 · Pion blanc sur case noire h2 · Tour blanche sur case blanche f1 · Roi blanc sur case noire g1 | Tour noire sur case noire f8 · Roi noir sur case blanche g8 · Tour blanche sur case blanche b7 · Pion noir sur case blanche f7 · Pion noir sur case noire g7 · Pion noir sur case blanche h7 · Cavalier noir sur case blanche c6 · Cavalier blanc sur case blanche b5 · Dame noire sur case noire c5 · Pion noir sur case noire e5 · Cavalier noir sur case noire b4 · Tour noire sur case blanche c4 · Dame blanche sur case blanche b3 · Pion blanc sur case noire g3 · Pion blanc sur case blanche e2 · Pion blanc sur case noire f2 · Fou blanc sur case blanche g2 · Pion blanc sur case noire h2 · Tour blanche sur case blanche f1 · Roi blanc sur case noire g1 | Tour noire sur case noire f8 · Roi noir sur case blanche g8 · Tour blanche sur case blanche b7 · Pion noir sur case blanche f7 · Pion noir sur case noire g7 · Pion noir sur case blanche h7 · Cavalier noir sur case blanche c6 · Cavalier blanc sur case blanche b5 · Dame noire sur case noire c5 · Pion noir sur case noire e5 · Cavalier noir sur case noire b4 · Tour noire sur case blanche c4 · Dame blanche sur case blanche b3 · Pion blanc sur case noire g3 · Pion blanc sur case blanche e2 · Pion blanc sur case noire f2 · Fou blanc sur case blanche g2 · Pion blanc sur case noire h2 · Tour blanche sur case blanche f1 · Roi blanc sur case noire g1 | Tour noire sur case noire f8 · Roi noir sur case blanche g8 · Tour blanche sur case blanche b7 · Pion noir sur case blanche f7 · Pion noir sur case noire g7 · Pion noir sur case blanche h7 · Cavalier noir sur case blanche c6 · Cavalier blanc sur case blanche b5 · Dame noire sur case noire c5 · Pion noir sur case noire e5 · Cavalier noir sur case noire b4 · Tour noire sur case blanche c4 · Dame blanche sur case blanche b3 · Pion blanc sur case noire g3 · Pion blanc sur case blanche e2 · Pion blanc sur case noire f2 · Fou blanc sur case blanche g2 · Pion blanc sur case noire h2 · Tour blanche sur case blanche f1 · Roi blanc sur case noire g1 | Tour noire sur case noire f8 · Roi noir sur case blanche g8 · Tour blanche sur case blanche b7 · Pion noir sur case blanche f7 · Pion noir sur case noire g7 · Pion noir sur case blanche h7 · Cavalier noir sur case blanche c6 · Cavalier blanc sur case blanche b5 · Dame noire sur case noire c5 · Pion noir sur case noire e5 · Cavalier noir sur case noire b4 · Tour noire sur case blanche c4 · Dame blanche sur case blanche b3 · Pion blanc sur case noire g3 · Pion blanc sur case blanche e2 · Pion blanc sur case noire f2 · Fou blanc sur case blanche g2 · Pion blanc sur case noire h2 · Tour blanche sur case blanche f1 · Roi blanc sur case noire g1 | Tour noire sur case noire f8 · Roi noir sur case blanche g8 · Tour blanche sur case blanche b7 · Pion noir sur case blanche f7 · Pion noir sur case noire g7 · Pion noir sur case blanche h7 · Cavalier noir sur case blanche c6 · Cavalier blanc sur case blanche b5 · Dame noire sur case noire c5 · Pion noir sur case noire e5 · Cavalier noir sur case noire b4 · Tour noire sur case blanche c4 · Dame blanche sur case blanche b3 · Pion blanc sur case noire g3 · Pion blanc sur case blanche e2 · Pion blanc sur case noire f2 · Fou blanc sur case blanche g2 · Pion blanc sur case noire h2 · Tour blanche sur case blanche f1 · Roi blanc sur case noire g1 | 6 |
| 5 | Tour noire sur case noire f8 · Roi noir sur case blanche g8 · Tour blanche sur case blanche b7 · Pion noir sur case blanche f7 · Pion noir sur case noire g7 · Pion noir sur case blanche h7 · Cavalier noir sur case blanche c6 · Cavalier blanc sur case blanche b5 · Dame noire sur case noire c5 · Pion noir sur case noire e5 · Cavalier noir sur case noire b4 · Tour noire sur case blanche c4 · Dame blanche sur case blanche b3 · Pion blanc sur case noire g3 · Pion blanc sur case blanche e2 · Pion blanc sur case noire f2 · Fou blanc sur case blanche g2 · Pion blanc sur case noire h2 · Tour blanche sur case blanche f1 · Roi blanc sur case noire g1 | Tour noire sur case noire f8 · Roi noir sur case blanche g8 · Tour blanche sur case blanche b7 · Pion noir sur case blanche f7 · Pion noir sur case noire g7 · Pion noir sur case blanche h7 · Cavalier noir sur case blanche c6 · Cavalier blanc sur case blanche b5 · Dame noire sur case noire c5 · Pion noir sur case noire e5 · Cavalier noir sur case noire b4 · Tour noire sur case blanche c4 · Dame blanche sur case blanche b3 · Pion blanc sur case noire g3 · Pion blanc sur case blanche e2 · Pion blanc sur case noire f2 · Fou blanc sur case blanche g2 · Pion blanc sur case noire h2 · Tour blanche sur case blanche f1 · Roi blanc sur case noire g1 | Tour noire sur case noire f8 · Roi noir sur case blanche g8 · Tour blanche sur case blanche b7 · Pion noir sur case blanche f7 · Pion noir sur case noire g7 · Pion noir sur case blanche h7 · Cavalier noir sur case blanche c6 · Cavalier blanc sur case blanche b5 · Dame noire sur case noire c5 · Pion noir sur case noire e5 · Cavalier noir sur case noire b4 · Tour noire sur case blanche c4 · Dame blanche sur case blanche b3 · Pion blanc sur case noire g3 · Pion blanc sur case blanche e2 · Pion blanc sur case noire f2 · Fou blanc sur case blanche g2 · Pion blanc sur case noire h2 · Tour blanche sur case blanche f1 · Roi blanc sur case noire g1 | Tour noire sur case noire f8 · Roi noir sur case blanche g8 · Tour blanche sur case blanche b7 · Pion noir sur case blanche f7 · Pion noir sur case noire g7 · Pion noir sur case blanche h7 · Cavalier noir sur case blanche c6 · Cavalier blanc sur case blanche b5 · Dame noire sur case noire c5 · Pion noir sur case noire e5 · Cavalier noir sur case noire b4 · Tour noire sur case blanche c4 · Dame blanche sur case blanche b3 · Pion blanc sur case noire g3 · Pion blanc sur case blanche e2 · Pion blanc sur case noire f2 · Fou blanc sur case blanche g2 · Pion blanc sur case noire h2 · Tour blanche sur case blanche f1 · Roi blanc sur case noire g1 | Tour noire sur case noire f8 · Roi noir sur case blanche g8 · Tour blanche sur case blanche b7 · Pion noir sur case blanche f7 · Pion noir sur case noire g7 · Pion noir sur case blanche h7 · Cavalier noir sur case blanche c6 · Cavalier blanc sur case blanche b5 · Dame noire sur case noire c5 · Pion noir sur case noire e5 · Cavalier noir sur case noire b4 · Tour noire sur case blanche c4 · Dame blanche sur case blanche b3 · Pion blanc sur case noire g3 · Pion blanc sur case blanche e2 · Pion blanc sur case noire f2 · Fou blanc sur case blanche g2 · Pion blanc sur case noire h2 · Tour blanche sur case blanche f1 · Roi blanc sur case noire g1 | Tour noire sur case noire f8 · Roi noir sur case blanche g8 · Tour blanche sur case blanche b7 · Pion noir sur case blanche f7 · Pion noir sur case noire g7 · Pion noir sur case blanche h7 · Cavalier noir sur case blanche c6 · Cavalier blanc sur case blanche b5 · Dame noire sur case noire c5 · Pion noir sur case noire e5 · Cavalier noir sur case noire b4 · Tour noire sur case blanche c4 · Dame blanche sur case blanche b3 · Pion blanc sur case noire g3 · Pion blanc sur case blanche e2 · Pion blanc sur case noire f2 · Fou blanc sur case blanche g2 · Pion blanc sur case noire h2 · Tour blanche sur case blanche f1 · Roi blanc sur case noire g1 | Tour noire sur case noire f8 · Roi noir sur case blanche g8 · Tour blanche sur case blanche b7 · Pion noir sur case blanche f7 · Pion noir sur case noire g7 · Pion noir sur case blanche h7 · Cavalier noir sur case blanche c6 · Cavalier blanc sur case blanche b5 · Dame noire sur case noire c5 · Pion noir sur case noire e5 · Cavalier noir sur case noire b4 · Tour noire sur case blanche c4 · Dame blanche sur case blanche b3 · Pion blanc sur case noire g3 · Pion blanc sur case blanche e2 · Pion blanc sur case noire f2 · Fou blanc sur case blanche g2 · Pion blanc sur case noire h2 · Tour blanche sur case blanche f1 · Roi blanc sur case noire g1 | Tour noire sur case noire f8 · Roi noir sur case blanche g8 · Tour blanche sur case blanche b7 · Pion noir sur case blanche f7 · Pion noir sur case noire g7 · Pion noir sur case blanche h7 · Cavalier noir sur case blanche c6 · Cavalier blanc sur case blanche b5 · Dame noire sur case noire c5 · Pion noir sur case noire e5 · Cavalier noir sur case noire b4 · Tour noire sur case blanche c4 · Dame blanche sur case blanche b3 · Pion blanc sur case noire g3 · Pion blanc sur case blanche e2 · Pion blanc sur case noire f2 · Fou blanc sur case blanche g2 · Pion blanc sur case noire h2 · Tour blanche sur case blanche f1 · Roi blanc sur case noire g1 | 5 |
| 4 | Tour noire sur case noire f8 · Roi noir sur case blanche g8 · Tour blanche sur case blanche b7 · Pion noir sur case blanche f7 · Pion noir sur case noire g7 · Pion noir sur case blanche h7 · Cavalier noir sur case blanche c6 · Cavalier blanc sur case blanche b5 · Dame noire sur case noire c5 · Pion noir sur case noire e5 · Cavalier noir sur case noire b4 · Tour noire sur case blanche c4 · Dame blanche sur case blanche b3 · Pion blanc sur case noire g3 · Pion blanc sur case blanche e2 · Pion blanc sur case noire f2 · Fou blanc sur case blanche g2 · Pion blanc sur case noire h2 · Tour blanche sur case blanche f1 · Roi blanc sur case noire g1 | Tour noire sur case noire f8 · Roi noir sur case blanche g8 · Tour blanche sur case blanche b7 · Pion noir sur case blanche f7 · Pion noir sur case noire g7 · Pion noir sur case blanche h7 · Cavalier noir sur case blanche c6 · Cavalier blanc sur case blanche b5 · Dame noire sur case noire c5 · Pion noir sur case noire e5 · Cavalier noir sur case noire b4 · Tour noire sur case blanche c4 · Dame blanche sur case blanche b3 · Pion blanc sur case noire g3 · Pion blanc sur case blanche e2 · Pion blanc sur case noire f2 · Fou blanc sur case blanche g2 · Pion blanc sur case noire h2 · Tour blanche sur case blanche f1 · Roi blanc sur case noire g1 | Tour noire sur case noire f8 · Roi noir sur case blanche g8 · Tour blanche sur case blanche b7 · Pion noir sur case blanche f7 · Pion noir sur case noire g7 · Pion noir sur case blanche h7 · Cavalier noir sur case blanche c6 · Cavalier blanc sur case blanche b5 · Dame noire sur case noire c5 · Pion noir sur case noire e5 · Cavalier noir sur case noire b4 · Tour noire sur case blanche c4 · Dame blanche sur case blanche b3 · Pion blanc sur case noire g3 · Pion blanc sur case blanche e2 · Pion blanc sur case noire f2 · Fou blanc sur case blanche g2 · Pion blanc sur case noire h2 · Tour blanche sur case blanche f1 · Roi blanc sur case noire g1 | Tour noire sur case noire f8 · Roi noir sur case blanche g8 · Tour blanche sur case blanche b7 · Pion noir sur case blanche f7 · Pion noir sur case noire g7 · Pion noir sur case blanche h7 · Cavalier noir sur case blanche c6 · Cavalier blanc sur case blanche b5 · Dame noire sur case noire c5 · Pion noir sur case noire e5 · Cavalier noir sur case noire b4 · Tour noire sur case blanche c4 · Dame blanche sur case blanche b3 · Pion blanc sur case noire g3 · Pion blanc sur case blanche e2 · Pion blanc sur case noire f2 · Fou blanc sur case blanche g2 · Pion blanc sur case noire h2 · Tour blanche sur case blanche f1 · Roi blanc sur case noire g1 | Tour noire sur case noire f8 · Roi noir sur case blanche g8 · Tour blanche sur case blanche b7 · Pion noir sur case blanche f7 · Pion noir sur case noire g7 · Pion noir sur case blanche h7 · Cavalier noir sur case blanche c6 · Cavalier blanc sur case blanche b5 · Dame noire sur case noire c5 · Pion noir sur case noire e5 · Cavalier noir sur case noire b4 · Tour noire sur case blanche c4 · Dame blanche sur case blanche b3 · Pion blanc sur case noire g3 · Pion blanc sur case blanche e2 · Pion blanc sur case noire f2 · Fou blanc sur case blanche g2 · Pion blanc sur case noire h2 · Tour blanche sur case blanche f1 · Roi blanc sur case noire g1 | Tour noire sur case noire f8 · Roi noir sur case blanche g8 · Tour blanche sur case blanche b7 · Pion noir sur case blanche f7 · Pion noir sur case noire g7 · Pion noir sur case blanche h7 · Cavalier noir sur case blanche c6 · Cavalier blanc sur case blanche b5 · Dame noire sur case noire c5 · Pion noir sur case noire e5 · Cavalier noir sur case noire b4 · Tour noire sur case blanche c4 · Dame blanche sur case blanche b3 · Pion blanc sur case noire g3 · Pion blanc sur case blanche e2 · Pion blanc sur case noire f2 · Fou blanc sur case blanche g2 · Pion blanc sur case noire h2 · Tour blanche sur case blanche f1 · Roi blanc sur case noire g1 | Tour noire sur case noire f8 · Roi noir sur case blanche g8 · Tour blanche sur case blanche b7 · Pion noir sur case blanche f7 · Pion noir sur case noire g7 · Pion noir sur case blanche h7 · Cavalier noir sur case blanche c6 · Cavalier blanc sur case blanche b5 · Dame noire sur case noire c5 · Pion noir sur case noire e5 · Cavalier noir sur case noire b4 · Tour noire sur case blanche c4 · Dame blanche sur case blanche b3 · Pion blanc sur case noire g3 · Pion blanc sur case blanche e2 · Pion blanc sur case noire f2 · Fou blanc sur case blanche g2 · Pion blanc sur case noire h2 · Tour blanche sur case blanche f1 · Roi blanc sur case noire g1 | Tour noire sur case noire f8 · Roi noir sur case blanche g8 · Tour blanche sur case blanche b7 · Pion noir sur case blanche f7 · Pion noir sur case noire g7 · Pion noir sur case blanche h7 · Cavalier noir sur case blanche c6 · Cavalier blanc sur case blanche b5 · Dame noire sur case noire c5 · Pion noir sur case noire e5 · Cavalier noir sur case noire b4 · Tour noire sur case blanche c4 · Dame blanche sur case blanche b3 · Pion blanc sur case noire g3 · Pion blanc sur case blanche e2 · Pion blanc sur case noire f2 · Fou blanc sur case blanche g2 · Pion blanc sur case noire h2 · Tour blanche sur case blanche f1 · Roi blanc sur case noire g1 | 4 |
| 3 | Tour noire sur case noire f8 · Roi noir sur case blanche g8 · Tour blanche sur case blanche b7 · Pion noir sur case blanche f7 · Pion noir sur case noire g7 · Pion noir sur case blanche h7 · Cavalier noir sur case blanche c6 · Cavalier blanc sur case blanche b5 · Dame noire sur case noire c5 · Pion noir sur case noire e5 · Cavalier noir sur case noire b4 · Tour noire sur case blanche c4 · Dame blanche sur case blanche b3 · Pion blanc sur case noire g3 · Pion blanc sur case blanche e2 · Pion blanc sur case noire f2 · Fou blanc sur case blanche g2 · Pion blanc sur case noire h2 · Tour blanche sur case blanche f1 · Roi blanc sur case noire g1 | Tour noire sur case noire f8 · Roi noir sur case blanche g8 · Tour blanche sur case blanche b7 · Pion noir sur case blanche f7 · Pion noir sur case noire g7 · Pion noir sur case blanche h7 · Cavalier noir sur case blanche c6 · Cavalier blanc sur case blanche b5 · Dame noire sur case noire c5 · Pion noir sur case noire e5 · Cavalier noir sur case noire b4 · Tour noire sur case blanche c4 · Dame blanche sur case blanche b3 · Pion blanc sur case noire g3 · Pion blanc sur case blanche e2 · Pion blanc sur case noire f2 · Fou blanc sur case blanche g2 · Pion blanc sur case noire h2 · Tour blanche sur case blanche f1 · Roi blanc sur case noire g1 | Tour noire sur case noire f8 · Roi noir sur case blanche g8 · Tour blanche sur case blanche b7 · Pion noir sur case blanche f7 · Pion noir sur case noire g7 · Pion noir sur case blanche h7 · Cavalier noir sur case blanche c6 · Cavalier blanc sur case blanche b5 · Dame noire sur case noire c5 · Pion noir sur case noire e5 · Cavalier noir sur case noire b4 · Tour noire sur case blanche c4 · Dame blanche sur case blanche b3 · Pion blanc sur case noire g3 · Pion blanc sur case blanche e2 · Pion blanc sur case noire f2 · Fou blanc sur case blanche g2 · Pion blanc sur case noire h2 · Tour blanche sur case blanche f1 · Roi blanc sur case noire g1 | Tour noire sur case noire f8 · Roi noir sur case blanche g8 · Tour blanche sur case blanche b7 · Pion noir sur case blanche f7 · Pion noir sur case noire g7 · Pion noir sur case blanche h7 · Cavalier noir sur case blanche c6 · Cavalier blanc sur case blanche b5 · Dame noire sur case noire c5 · Pion noir sur case noire e5 · Cavalier noir sur case noire b4 · Tour noire sur case blanche c4 · Dame blanche sur case blanche b3 · Pion blanc sur case noire g3 · Pion blanc sur case blanche e2 · Pion blanc sur case noire f2 · Fou blanc sur case blanche g2 · Pion blanc sur case noire h2 · Tour blanche sur case blanche f1 · Roi blanc sur case noire g1 | Tour noire sur case noire f8 · Roi noir sur case blanche g8 · Tour blanche sur case blanche b7 · Pion noir sur case blanche f7 · Pion noir sur case noire g7 · Pion noir sur case blanche h7 · Cavalier noir sur case blanche c6 · Cavalier blanc sur case blanche b5 · Dame noire sur case noire c5 · Pion noir sur case noire e5 · Cavalier noir sur case noire b4 · Tour noire sur case blanche c4 · Dame blanche sur case blanche b3 · Pion blanc sur case noire g3 · Pion blanc sur case blanche e2 · Pion blanc sur case noire f2 · Fou blanc sur case blanche g2 · Pion blanc sur case noire h2 · Tour blanche sur case blanche f1 · Roi blanc sur case noire g1 | Tour noire sur case noire f8 · Roi noir sur case blanche g8 · Tour blanche sur case blanche b7 · Pion noir sur case blanche f7 · Pion noir sur case noire g7 · Pion noir sur case blanche h7 · Cavalier noir sur case blanche c6 · Cavalier blanc sur case blanche b5 · Dame noire sur case noire c5 · Pion noir sur case noire e5 · Cavalier noir sur case noire b4 · Tour noire sur case blanche c4 · Dame blanche sur case blanche b3 · Pion blanc sur case noire g3 · Pion blanc sur case blanche e2 · Pion blanc sur case noire f2 · Fou blanc sur case blanche g2 · Pion blanc sur case noire h2 · Tour blanche sur case blanche f1 · Roi blanc sur case noire g1 | Tour noire sur case noire f8 · Roi noir sur case blanche g8 · Tour blanche sur case blanche b7 · Pion noir sur case blanche f7 · Pion noir sur case noire g7 · Pion noir sur case blanche h7 · Cavalier noir sur case blanche c6 · Cavalier blanc sur case blanche b5 · Dame noire sur case noire c5 · Pion noir sur case noire e5 · Cavalier noir sur case noire b4 · Tour noire sur case blanche c4 · Dame blanche sur case blanche b3 · Pion blanc sur case noire g3 · Pion blanc sur case blanche e2 · Pion blanc sur case noire f2 · Fou blanc sur case blanche g2 · Pion blanc sur case noire h2 · Tour blanche sur case blanche f1 · Roi blanc sur case noire g1 | Tour noire sur case noire f8 · Roi noir sur case blanche g8 · Tour blanche sur case blanche b7 · Pion noir sur case blanche f7 · Pion noir sur case noire g7 · Pion noir sur case blanche h7 · Cavalier noir sur case blanche c6 · Cavalier blanc sur case blanche b5 · Dame noire sur case noire c5 · Pion noir sur case noire e5 · Cavalier noir sur case noire b4 · Tour noire sur case blanche c4 · Dame blanche sur case blanche b3 · Pion blanc sur case noire g3 · Pion blanc sur case blanche e2 · Pion blanc sur case noire f2 · Fou blanc sur case blanche g2 · Pion blanc sur case noire h2 · Tour blanche sur case blanche f1 · Roi blanc sur case noire g1 | 3 |
| 2 | Tour noire sur case noire f8 · Roi noir sur case blanche g8 · Tour blanche sur case blanche b7 · Pion noir sur case blanche f7 · Pion noir sur case noire g7 · Pion noir sur case blanche h7 · Cavalier noir sur case blanche c6 · Cavalier blanc sur case blanche b5 · Dame noire sur case noire c5 · Pion noir sur case noire e5 · Cavalier noir sur case noire b4 · Tour noire sur case blanche c4 · Dame blanche sur case blanche b3 · Pion blanc sur case noire g3 · Pion blanc sur case blanche e2 · Pion blanc sur case noire f2 · Fou blanc sur case blanche g2 · Pion blanc sur case noire h2 · Tour blanche sur case blanche f1 · Roi blanc sur case noire g1 | Tour noire sur case noire f8 · Roi noir sur case blanche g8 · Tour blanche sur case blanche b7 · Pion noir sur case blanche f7 · Pion noir sur case noire g7 · Pion noir sur case blanche h7 · Cavalier noir sur case blanche c6 · Cavalier blanc sur case blanche b5 · Dame noire sur case noire c5 · Pion noir sur case noire e5 · Cavalier noir sur case noire b4 · Tour noire sur case blanche c4 · Dame blanche sur case blanche b3 · Pion blanc sur case noire g3 · Pion blanc sur case blanche e2 · Pion blanc sur case noire f2 · Fou blanc sur case blanche g2 · Pion blanc sur case noire h2 · Tour blanche sur case blanche f1 · Roi blanc sur case noire g1 | Tour noire sur case noire f8 · Roi noir sur case blanche g8 · Tour blanche sur case blanche b7 · Pion noir sur case blanche f7 · Pion noir sur case noire g7 · Pion noir sur case blanche h7 · Cavalier noir sur case blanche c6 · Cavalier blanc sur case blanche b5 · Dame noire sur case noire c5 · Pion noir sur case noire e5 · Cavalier noir sur case noire b4 · Tour noire sur case blanche c4 · Dame blanche sur case blanche b3 · Pion blanc sur case noire g3 · Pion blanc sur case blanche e2 · Pion blanc sur case noire f2 · Fou blanc sur case blanche g2 · Pion blanc sur case noire h2 · Tour blanche sur case blanche f1 · Roi blanc sur case noire g1 | Tour noire sur case noire f8 · Roi noir sur case blanche g8 · Tour blanche sur case blanche b7 · Pion noir sur case blanche f7 · Pion noir sur case noire g7 · Pion noir sur case blanche h7 · Cavalier noir sur case blanche c6 · Cavalier blanc sur case blanche b5 · Dame noire sur case noire c5 · Pion noir sur case noire e5 · Cavalier noir sur case noire b4 · Tour noire sur case blanche c4 · Dame blanche sur case blanche b3 · Pion blanc sur case noire g3 · Pion blanc sur case blanche e2 · Pion blanc sur case noire f2 · Fou blanc sur case blanche g2 · Pion blanc sur case noire h2 · Tour blanche sur case blanche f1 · Roi blanc sur case noire g1 | Tour noire sur case noire f8 · Roi noir sur case blanche g8 · Tour blanche sur case blanche b7 · Pion noir sur case blanche f7 · Pion noir sur case noire g7 · Pion noir sur case blanche h7 · Cavalier noir sur case blanche c6 · Cavalier blanc sur case blanche b5 · Dame noire sur case noire c5 · Pion noir sur case noire e5 · Cavalier noir sur case noire b4 · Tour noire sur case blanche c4 · Dame blanche sur case blanche b3 · Pion blanc sur case noire g3 · Pion blanc sur case blanche e2 · Pion blanc sur case noire f2 · Fou blanc sur case blanche g2 · Pion blanc sur case noire h2 · Tour blanche sur case blanche f1 · Roi blanc sur case noire g1 | Tour noire sur case noire f8 · Roi noir sur case blanche g8 · Tour blanche sur case blanche b7 · Pion noir sur case blanche f7 · Pion noir sur case noire g7 · Pion noir sur case blanche h7 · Cavalier noir sur case blanche c6 · Cavalier blanc sur case blanche b5 · Dame noire sur case noire c5 · Pion noir sur case noire e5 · Cavalier noir sur case noire b4 · Tour noire sur case blanche c4 · Dame blanche sur case blanche b3 · Pion blanc sur case noire g3 · Pion blanc sur case blanche e2 · Pion blanc sur case noire f2 · Fou blanc sur case blanche g2 · Pion blanc sur case noire h2 · Tour blanche sur case blanche f1 · Roi blanc sur case noire g1 | Tour noire sur case noire f8 · Roi noir sur case blanche g8 · Tour blanche sur case blanche b7 · Pion noir sur case blanche f7 · Pion noir sur case noire g7 · Pion noir sur case blanche h7 · Cavalier noir sur case blanche c6 · Cavalier blanc sur case blanche b5 · Dame noire sur case noire c5 · Pion noir sur case noire e5 · Cavalier noir sur case noire b4 · Tour noire sur case blanche c4 · Dame blanche sur case blanche b3 · Pion blanc sur case noire g3 · Pion blanc sur case blanche e2 · Pion blanc sur case noire f2 · Fou blanc sur case blanche g2 · Pion blanc sur case noire h2 · Tour blanche sur case blanche f1 · Roi blanc sur case noire g1 | Tour noire sur case noire f8 · Roi noir sur case blanche g8 · Tour blanche sur case blanche b7 · Pion noir sur case blanche f7 · Pion noir sur case noire g7 · Pion noir sur case blanche h7 · Cavalier noir sur case blanche c6 · Cavalier blanc sur case blanche b5 · Dame noire sur case noire c5 · Pion noir sur case noire e5 · Cavalier noir sur case noire b4 · Tour noire sur case blanche c4 · Dame blanche sur case blanche b3 · Pion blanc sur case noire g3 · Pion blanc sur case blanche e2 · Pion blanc sur case noire f2 · Fou blanc sur case blanche g2 · Pion blanc sur case noire h2 · Tour blanche sur case blanche f1 · Roi blanc sur case noire g1 | 2 |
| 1 | Tour noire sur case noire f8 · Roi noir sur case blanche g8 · Tour blanche sur case blanche b7 · Pion noir sur case blanche f7 · Pion noir sur case noire g7 · Pion noir sur case blanche h7 · Cavalier noir sur case blanche c6 · Cavalier blanc sur case blanche b5 · Dame noire sur case noire c5 · Pion noir sur case noire e5 · Cavalier noir sur case noire b4 · Tour noire sur case blanche c4 · Dame blanche sur case blanche b3 · Pion blanc sur case noire g3 · Pion blanc sur case blanche e2 · Pion blanc sur case noire f2 · Fou blanc sur case blanche g2 · Pion blanc sur case noire h2 · Tour blanche sur case blanche f1 · Roi blanc sur case noire g1 | Tour noire sur case noire f8 · Roi noir sur case blanche g8 · Tour blanche sur case blanche b7 · Pion noir sur case blanche f7 · Pion noir sur case noire g7 · Pion noir sur case blanche h7 · Cavalier noir sur case blanche c6 · Cavalier blanc sur case blanche b5 · Dame noire sur case noire c5 · Pion noir sur case noire e5 · Cavalier noir sur case noire b4 · Tour noire sur case blanche c4 · Dame blanche sur case blanche b3 · Pion blanc sur case noire g3 · Pion blanc sur case blanche e2 · Pion blanc sur case noire f2 · Fou blanc sur case blanche g2 · Pion blanc sur case noire h2 · Tour blanche sur case blanche f1 · Roi blanc sur case noire g1 | Tour noire sur case noire f8 · Roi noir sur case blanche g8 · Tour blanche sur case blanche b7 · Pion noir sur case blanche f7 · Pion noir sur case noire g7 · Pion noir sur case blanche h7 · Cavalier noir sur case blanche c6 · Cavalier blanc sur case blanche b5 · Dame noire sur case noire c5 · Pion noir sur case noire e5 · Cavalier noir sur case noire b4 · Tour noire sur case blanche c4 · Dame blanche sur case blanche b3 · Pion blanc sur case noire g3 · Pion blanc sur case blanche e2 · Pion blanc sur case noire f2 · Fou blanc sur case blanche g2 · Pion blanc sur case noire h2 · Tour blanche sur case blanche f1 · Roi blanc sur case noire g1 | Tour noire sur case noire f8 · Roi noir sur case blanche g8 · Tour blanche sur case blanche b7 · Pion noir sur case blanche f7 · Pion noir sur case noire g7 · Pion noir sur case blanche h7 · Cavalier noir sur case blanche c6 · Cavalier blanc sur case blanche b5 · Dame noire sur case noire c5 · Pion noir sur case noire e5 · Cavalier noir sur case noire b4 · Tour noire sur case blanche c4 · Dame blanche sur case blanche b3 · Pion blanc sur case noire g3 · Pion blanc sur case blanche e2 · Pion blanc sur case noire f2 · Fou blanc sur case blanche g2 · Pion blanc sur case noire h2 · Tour blanche sur case blanche f1 · Roi blanc sur case noire g1 | Tour noire sur case noire f8 · Roi noir sur case blanche g8 · Tour blanche sur case blanche b7 · Pion noir sur case blanche f7 · Pion noir sur case noire g7 · Pion noir sur case blanche h7 · Cavalier noir sur case blanche c6 · Cavalier blanc sur case blanche b5 · Dame noire sur case noire c5 · Pion noir sur case noire e5 · Cavalier noir sur case noire b4 · Tour noire sur case blanche c4 · Dame blanche sur case blanche b3 · Pion blanc sur case noire g3 · Pion blanc sur case blanche e2 · Pion blanc sur case noire f2 · Fou blanc sur case blanche g2 · Pion blanc sur case noire h2 · Tour blanche sur case blanche f1 · Roi blanc sur case noire g1 | Tour noire sur case noire f8 · Roi noir sur case blanche g8 · Tour blanche sur case blanche b7 · Pion noir sur case blanche f7 · Pion noir sur case noire g7 · Pion noir sur case blanche h7 · Cavalier noir sur case blanche c6 · Cavalier blanc sur case blanche b5 · Dame noire sur case noire c5 · Pion noir sur case noire e5 · Cavalier noir sur case noire b4 · Tour noire sur case blanche c4 · Dame blanche sur case blanche b3 · Pion blanc sur case noire g3 · Pion blanc sur case blanche e2 · Pion blanc sur case noire f2 · Fou blanc sur case blanche g2 · Pion blanc sur case noire h2 · Tour blanche sur case blanche f1 · Roi blanc sur case noire g1 | Tour noire sur case noire f8 · Roi noir sur case blanche g8 · Tour blanche sur case blanche b7 · Pion noir sur case blanche f7 · Pion noir sur case noire g7 · Pion noir sur case blanche h7 · Cavalier noir sur case blanche c6 · Cavalier blanc sur case blanche b5 · Dame noire sur case noire c5 · Pion noir sur case noire e5 · Cavalier noir sur case noire b4 · Tour noire sur case blanche c4 · Dame blanche sur case blanche b3 · Pion blanc sur case noire g3 · Pion blanc sur case blanche e2 · Pion blanc sur case noire f2 · Fou blanc sur case blanche g2 · Pion blanc sur case noire h2 · Tour blanche sur case blanche f1 · Roi blanc sur case noire g1 | Tour noire sur case noire f8 · Roi noir sur case blanche g8 · Tour blanche sur case blanche b7 · Pion noir sur case blanche f7 · Pion noir sur case noire g7 · Pion noir sur case blanche h7 · Cavalier noir sur case blanche c6 · Cavalier blanc sur case blanche b5 · Dame noire sur case noire c5 · Pion noir sur case noire e5 · Cavalier noir sur case noire b4 · Tour noire sur case blanche c4 · Dame blanche sur case blanche b3 · Pion blanc sur case noire g3 · Pion blanc sur case blanche e2 · Pion blanc sur case noire f2 · Fou blanc sur case blanche g2 · Pion blanc sur case noire h2 · Tour blanche sur case blanche f1 · Roi blanc sur case noire g1 | 1 |
|   | a | b | c | d | e | f | g | h |   |

## Dans la compétition féminine
L'Ukrainienne Anna Mouzytchouk, 26 ans, réalise le doublé (blitz et rapide) en s'imposant en parties rapides avec une marque de 9,5 sur 12 et en blitz avec une marque de 13 points sur 17.